# إسوكنة (آيت مسروح الشرقية)

قصر ايسكنى Ksar issoukna هو دُوَّار يقع بجماعة كير، إقليم ميدلت، جهة درعة تافيلالت في المملكة المغربية.يحده شرقا واد اسفتي ، غربا بين جبل افردو، شمالا ايت حساين و جنوبا خنگ الغار. ينتمي الدوّار لمشيخة آيت مسروح الشرقية التي تضم 4 دواوير. يقدر عدد سكانه بـ 372 نسمة حسب الإحصاء الرسمي للسكان والسكنى لسنة 2004.

## روابط خارجية
- البوابة الوطنية للجماعات الترابية
- المندوبية السامية للتخطيط